# Brayan Bello
Brayan Bello (Samaná, República Dominicana, 17 de mayo de 1999), es un jugador profesional dominicano de béisbol que se desempeña en la posición de lanzador en Boston Red Sox, equipo de las Grandes Ligas de Béisbol (MLB).

## Carrera
En 2022, Bello hizo su debut en la MLB con el equipo Boston Red Sox, donde lleva jugando tres temporadas.